# Aizawa Seishisai

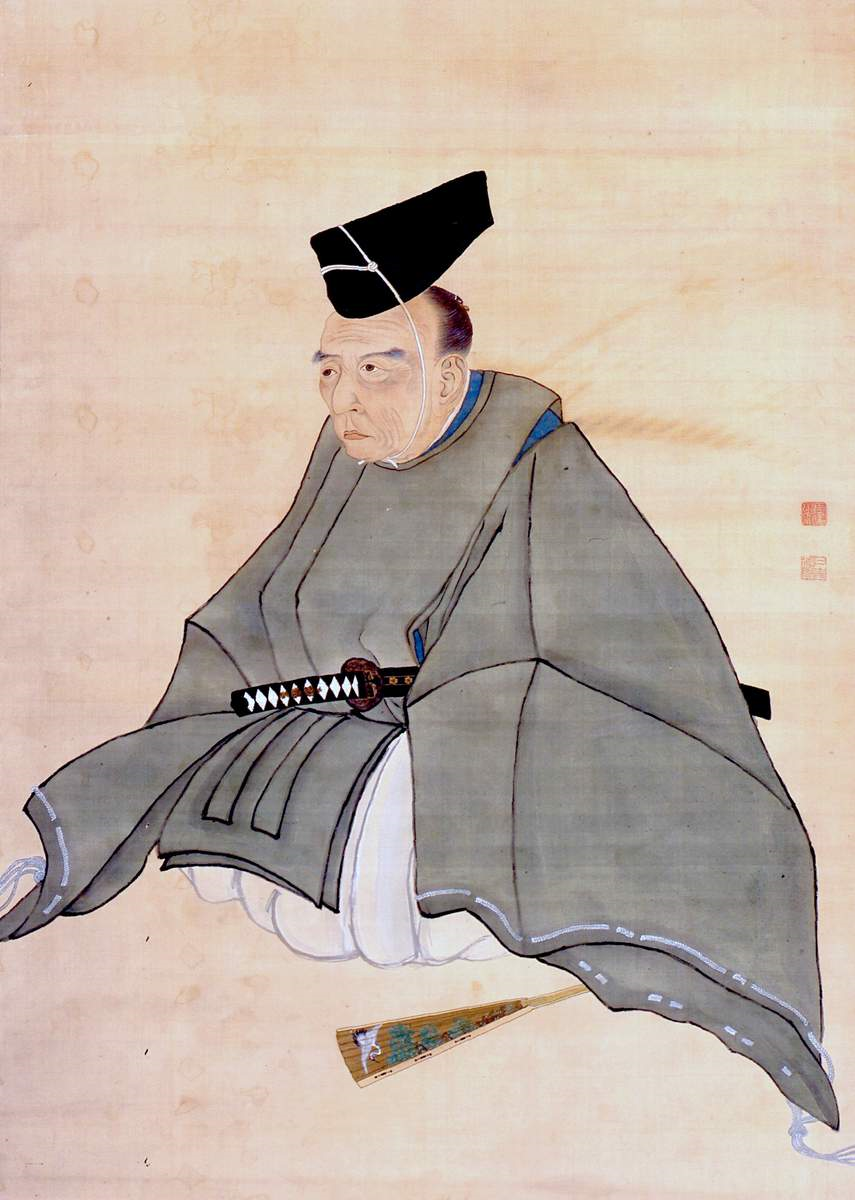
Aizawa Seishisai

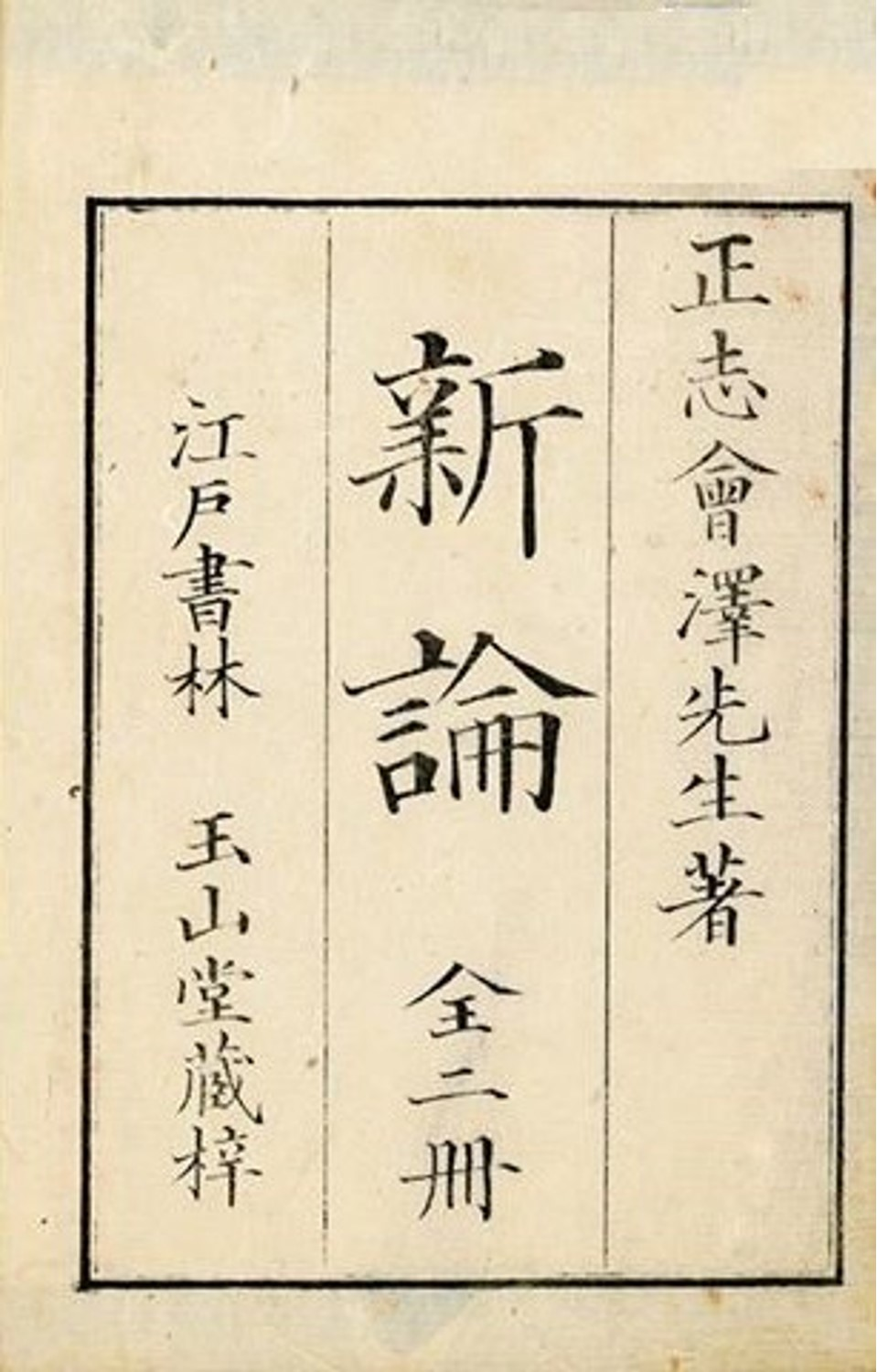
„Shinron“ Titelseite

Aizawa Seishisai (japanisch 會澤 正志齋; geboren 5. Juli 1782 in der Provinz Hitachi; gestorben 27. August 1863) war ein japanischer Samurai und nationalausgerichteter Denker. Er prägte die späten Mito-Studien.

## Leben und Wirken

### Frühe Jahre
Aizawa Seishisai war Sohn eines Samurai der unteren Klasse des Mito-Klans. Er führte ursprünglich den Vornamen Yasushi (安), ein anderer Vorname war Hakumin (伯民), und Seishisai war sein „Gō“. Er studierte unter Fujita Yūkoku (1774–1826), trat in die Ausbildungsstätte Shōkōkan (彰考館) in der Stadt Mito ein und arbeitete mit an der Zusammenstellung der „Dai Nihon-shi“ (大日本史), der „Großen japanischen Geschichte“, während er den Söhnen des achten Herrn der Domäne Tokugawa Nariaki (1800–1860) als Lehrer diente. Im Jahr 1825 schrieb er sein Hauptwerk „Shinron“ (新論) – „Eine neue Theorie“, das die Verehrung des Kaisers und die Vertreibung der Ausländer zum Inhalt hat.
Als Tokugawa Narinobu (徳川 斉修; geboren 1797), der achte Herr der Domäne 1829 gestorben war und die Frage der Nachfolge aufkam, arbeitete Aizawa, zusammen mit Fujita und anderen, hart daran, Narinobus jüngeren Bruder Nariaki (徳川 斉昭; 1800–1860) bei der Nachfolg zu unterstützen. Aizawa wurde zum Zentrum der Reformbewegung, was die Domänenregierung betraf, und fungierte nacheinander als Bezirksrichter, offizieller Kommissar und Direktor des Shōkōkan. Außerdem arbeitete er an der Gründung der Domänenschule Kōdōkan (弘道館) mit und wurde einer der ersten Lehrer und Direktor. Nach Nariakis Sturz im Jahr 1844 zog er sich zurück und lebte 1846 bis 1849 in Abgeschiedenheit.
Als Aizawa mit der Ankunft von Admiral Perry im Jahr 1853 wieder das Recht erhielt, politisch mitzuwirken, wurde er wieder zum Leiter des Kōdōkan eingesetzt und erhielt Einnahmen in Höhe von 250 Koku und dazu 200 Koku Verwaltungseinkünfte. Als 1858 Konflikte innerhalb der Mito-Domäne wegen eines geheimen Erlasses für die Mito-Domäne eskalierten, setzte sich 1862 Aizawa für die Unterdrückung der Sonnō-jōi-Gruppe ein und wies darauf hin, dass die Öffnung des Landes aufgrund der aktuellen Lage unvermeidlich sei.

### Spätere Jahre
Aizawa, Yukokus treuer Schüler, war ähnlich praktisch veranlagt wie dieser und ging die inneren und äußeren Krisen am Ende der Edo-Zeit direkt an. Ihm fehlten jedoch die politischen Fähigkeiten von Yūkokus Sohn Tōko (藤田 東湖; 1806–1855), und so waren seine Haupttätigkeiten Schreiben und Lehren. Als Gelehrter war er nicht so originell wie Yūkoku, aber er organisierte seine Lehren und drückte sie in einer zusammenhängenden Form aus. Die Verbreitung der Mito-Studien außerhalb der Domäne war größtenteils auf seine Schriften zurückzuführen, und Bewunderer wie die Samurai Maki Yasuomi (真木 保臣; 1813–1864) und Yoshida Shōin (1830–1859) besuchten ihn aus dem ganzen Land. 
Aizawas Philosophie basierte auf dem Konfuzianismus. Während er versuchte, den Konfuzianismus in ein praktisches Studium der säkularen Welt umzuwandeln, führte er auch den Shintoismus oder Kokugaku ein. Und er setzte sich auf der Grundlage eines Kompromisses zwischen Shintoismus und Konfuzianismus für eine Theorie der Ehrfurcht vor dem Kaiser als Verkörperung des nationalen Gemeinwesens ein. Außerdem war er zunächst für die Vertreibung der Ausländer, wie sie die „Sonnō jōi“-Bewegung forderte, die in den späten 1850er Jahren begann und zu einer Anti-Bakufu-Bewegung wurde. Aber da Seishisai letztlich nicht dafür war, die alte Ordnung des Shogunats-Systems wiederherzustellen, nahm er Abstand von dieser Idee und ratifizierte die Öffnung des Landes durch das Shogunat.
Die vielen Bücher, die Aizawa geschrieben hat, befassen sich mit aktuellen Themen bis hin zu wirtschaftswissenschaftlichen Werken. Die bekanntesten Werke darunter sind „Kagaku jigen“ (下学邇言), „Tekii hen“ (迪彝篇) und „Kyūmon iban“ (及門遺範).